# Vassiliovo (Kirjatx)
|  | Per a altres significats, vegeu «Vassiliovo». |

Vassiliovo (en rus: Василёво) és un poble del districte de Kirjatx, a l'óblast de Vladímir, Rússia. Segons el cens del 2010 tenia 34 habitants.